# Indusien
Stratigraphie
Changhsingien Olenekien
Lopingien
| Système                                            | Série     | Étage         | Age (Ma)    |
| -------------------------------------------------- | --------- | ------------- | ----------- |
| Jurassique                                         | Inférieur | Hettangien    | plus récent |
| Trias                                              | Supérieur | Rhétien       | 201.3–208.5 |
| Trias                                              | Supérieur | Norien        | 208.5–~228  |
| Trias                                              | Supérieur | Carnien       | ~228–~235   |
| Trias                                              | Moyen     | Ladinien      | ~235–~242   |
| Trias                                              | Moyen     | Anisien       | ~242–247.2  |
| Trias                                              | Inférieur | Olénékien     | 247.2–251.2 |
| Trias                                              | Inférieur | Indusien      | 251.2–252.2 |
| Permien                                            | Lopingien | Changhsingien | plus ancien |
| Subdivision du Trias selon l'IUGS, (Juillet 2012). |           |               |             |

L’Indusien est un étage stratigraphique du Trias inférieur, dans le Mésozoïque, compris entre -251,2 et -252,2;± 0,5 millions d'années, succédant au Changhsingien et précédant l'Olénékien.
Il a été défini en 1956 par les géologues russes Lubov Dmitrievna Kiparisova et Yurij Nikolaivitch Popov. Son nom provient du fleuve Indus.
En stratigraphie, le sommet du Changhsingien (qui est aussi la base de l'étage de l'Indusien et du système du Trias) est placé à la première apparition de Hindeodus parvus.